# Ionosphère
L'ionosphère d'une planète est une couche de son atmosphère caractérisée par une ionisation partielle des gaz. Dans le cas de la Terre, elle se situe entre environ 60 et 1 000 km d'altitude et recouvre donc une partie de la mésosphère, toute la thermosphère et une partie de l'exosphère.

## Généralités
Le rayonnement solaire ultraviolet qui est à l’origine de l’ionosphère réagit sur une partie des molécules atmosphériques en les amputant d’un électron. Un plasma, qui contient des nombres égaux d’électrons et d’ions positifs, est ainsi créé. L’électron, qui est léger, reçoit une vitesse considérable, de telle sorte que le gaz électronique obtient une température électronique élevée (de l’ordre de mille kelvins), bien au-dessus de celle des ions et des neutres. Il faut donc distinguer, en dehors de la température neutre, ces deux températures plasmatiques. Comme il y a plusieurs espèces d’ions, la composition ionique est un autre paramètre intéressant. Avec la densité électronique, qui est de première importance pour la propagation des ondes radio, on a donc quatre paramètres caractérisant le plasma ionosphérique.
En 1968, le Committee on Space Research (COSPAR) a chargé Karl Rawer (1968 - 1984) de former un comité responsable d’un nouveau projet International Reference Ionosphere (IRI), comparable à la CIRA (COSPAR international référence atmosphere) et qui serait poursuivi avec l’Union radio-scientifique internationale (URSI). Au cours de ce projet, a été créé un modèle fondé en première ligne sur des expériences effectuées du sol et de l’espace. Ce modèle montre des valeurs médianes mensuelles des quatre paramètres indiqués ci-dessus en fonction de l’altitude, l’heure, la saison et l’activité solaire pour les différentes régions du globe terrestre. En 1999, l’URSI a reconnu l'IRI comme standard international pour l’ionosphère. Au comité, les représentants de tous les continents poursuivent l’évaluation de données nouvelles en vue de l’amélioration du modèle.

### Historique
- 1901 : Marconi établit une liaison transatlantique par radio.
- 1902 : Les ondes électromagnétiques ne se propagent qu'en ligne droite, du moins dans un milieu homogène. Pour expliquer comment les signaux radiotélégraphiques émis par Marconi ont pu contourner la rotondité de la Terre, Heaviside en Angleterre et Kennelly en Amérique imaginent l'existence à très haute altitude de couches réfléchissantes pour les ondes radio : les couches de Kennelly-Heaviside.
- 1925 : Le physicien anglais Appleton met en évidence par l'expérience la présence des couches imaginées par Heaviside et Kennelly. Ces couches prennent le nom de couche d'Appleton.
- 1925 : Peu après Appleton, les physiciens américains Gregory Breit et Merle Antony Tuve mesurent la hauteur des couches de l'ionosphère à l'aide d'un émetteur d'impulsions radioélectriques.
- 1929 : Le mot ionosphère, proposé par Robert Watson-Watt, remplace celui de couche d'Appleton.
- 1931 : Sydney Chapman élabore sa théorie de formation des couches de l'ionosphère par l'action du rayonnement UV solaire.
- 1999 :  L'International Reference Ionosphere, un modèle de l'ionosphère terrestre, est introduit en 1969 par l´Union radio-scientifique internationale (URSI) en accord avec le Committee on Space Research (COSpAR)[3], puis est rediscuté et corrigé chaque seconde année par une commission spéciale internationale. Ce modèle est un standard international depuis 1999.

### Description

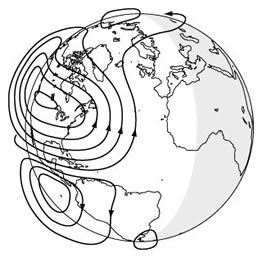

La densité de l'air qui constitue l'atmosphère diminue à mesure que l'on s'éloigne de la surface du sol. À 60 km d'altitude, la pression de l'air n'est plus que de 2 Pa. L’atmosphère au-delà de 60 km agit comme filtre absorbant du rayonnement solaire, des rayons ultraviolets et X dont l’énergie est complètement absorbée dans la thermosphère. Ainsi, la surface terrestre est protégée de ces rayons agressifs dont l’énergie se perd dans des réactions déchirant des molécules (dissociation) ou leur arrachant un électron (ionisation). La dissociation des molécules fait apparaître des atomes O (provenant de dioxygène O2) d’une part, et N (de diazote N2) d’autre part. La plupart de ces derniers disparaissent par formation de molécules NO. Une partie non négligeable de tous ces composants neutres est ionisée de façon qu’il y a au milieu des neutres une population de différents ions et une autre d’électrons libres au même nombre total.
Une ionisation très localisée et pendant une très courte durée peut être provoquée par les chutes de météorites.
Dans la partie basse de l'ionosphère, la densité de molécules d'air est encore élevée, les collisions entre électrons et ions sont fréquentes ; un électron peut retrouver rapidement un ion positif : la recombinaison est rapide. Dans les couches les plus hautes, la recombinaison est plus lente et l'ionisation ne diminue que lentement après que le rayonnement solaire s'interrompt avec le coucher du Soleil.

### Étude
Le sondeur vertical (ou ionosonde) est une sorte de radar dont la fréquence est variable entre 1 et 30 MHz. L'émetteur envoie des impulsions très brèves qui sont réfléchies à une altitude dépendant de la fréquence et de la densité électronique dans l'ionosphère. La mesure du temps séparant l'impulsion émise et la réception de l'écho permet de calculer l'altitude à laquelle s'est effectuée la réflexion. Le tracé de cette altitude (virtuelle) en fonction de la fréquence est un ionogramme. L’Union radio-scientifique internationale (URSI) a produit une instruction pour le dépouillement de tels enregistrements, traduite en chinois, français, japonais et russe et qui est suivie mondialement.
Depuis les années 1960, les satellites artificiels et sondes spatiales ont permis une meilleure compréhension in situ des phénomènes ionosphériques et de leurs interactions avec la magnétosphère.
De plus, durant ces mêmes années, s'est développée une nouvelle technique d'étude de l'ionosphère depuis le sol : la diffusion incohérente. Dans cette technique, une onde UHF (400 MHz à 1 GHz suivant les installations) de très forte puissance (plusieurs centaines de kW) est émise vers l'ionosphère où elle est diffusée dans toutes les directions par les électrons ionosphériques. La puissance reçue au sol en retour est très faible et nécessite de grandes antennes et un traitement du signal pour extraire les informations. Cette technique permet d'avoir accès à la composition de l'ionosphère, la température des ions, ainsi qu'aux vitesses de déplacement de ces ions (« vents ionosphériques »). Des sondeurs furent installés en France à Saint-Santin-de-Maurs avec trois récepteurs dont le radiotélescope de Nançay, en Grande-Bretagne à Malvern, aux États-Unis à Millstone Hill et Arecibo (Porto Rico), au Pérou à Jicamarca, ainsi qu'en Russie. Les trois derniers ainsi qu'Eiscat, le sondeur européen implanté dans le Grand nord scandinave, sont toujours en activité.
Le 19 octobre 1954, dans la journée, un récepteur à bord d’une fusée française Véronique a enregistré des émissions ondes moyennes de deux émetteurs distants (au sol) et a pu déterminer deux limites inférieures nettement marquées de la densité électronique à 72 et 81 km d’altitude.
Un instrument emporté par une fusée de la NASA a déterminé la frontière entre l'atmosphère et l'ionosphère durant des conditions aurorales à 118 km d'altitude (sur le trajet de cette fusée). Cette information pourrait être importante pour la compréhension du climat. Trois micro-satellites ont été lancés le 22 novembre 2013 dans le cadre de la mission SWARM de l'Agence spatiale européenne afin de réaliser d'autres mesures.

### Stratification
On distingue généralement trois couches aux propriétés propres vis-à-vis de la propagation des ondes.

Couches de l'ionosphère.

- Couche D : altitude de 60 à 90 km, pression 2 Pa, température −76 °C, densité électronique 104 cm−3. Constituée d'ions polyatomiques. Absorbante pour les ondes de fréquence inférieure à quelques MHz, elle apparaît avec le lever du Soleil et disparaît immédiatement après le coucher de celui-ci.
- Couche E, ou couche de Kennelly–Heaviside : altitude de 90 à 120 km, pression 0,01 Pa, température −50 °C, densité électronique 105 cm−3. Constituée d'oxygène et monoxyde d'azote moléculaires ionisés et d'ions météoritiques. Diurne et présente tout au long du cycle solaire. Elle réfléchit les ondes de quelques MHz jusqu'à une fréquence limite qui dépend de l'angle d'incidence de l'onde sur la couche et de la densité de celle-ci. Au cours de l'été, en moyennes latitudes, apparaissent parfois pendant quelques dizaines de minutes, voire quelques heures, des « nuages » fortement ionisés dans la couche E (on parle de sporadique E ou Es)
- Couche F : altitude de 120 à 800 km, pression 10−4 Pa, température 1 000 °C, densité électronique 106 cm−3. Constituée d'atomes d'oxygène, d'azote et d'hydrogène. Très dépendante de l'activité solaire, elle présente un niveau d'ionisation très important pendant les maxima du cycle solaire. Son altitude fluctue en fonction du rayonnement solaire ; la couche F se décompose pendant la journée en deux sous-couches F1 et F2. Ces deux sous-couches se recombinent la nuit plusieurs heures après le coucher du Soleil mais il arrive qu'elles persistent toute la nuit lors des maxima d'activité solaire. Comme pour la couche E, le rôle de la couche F est essentiel pour la propagation des ondes courtes.

## Rayonnements solaires et mécanisme de création des couches
L’atmosphère supérieure d’une planète est soumise à une forte influence venant de l’extérieur, à savoir le rayonnement de l’astre central. Conséquence de cela : l'atmosphère n’est pas dans un état d’équilibre. Le rayonnement, de l’ultraviolet jusqu’aux rayons X modifie sérieusement les conditions d'équilibre de l'atmosphère en déchirant des molécules (dissociation) ou en leur arrachant un électron (ionisation). Il existe également des processus inverses, comme la recombinaison grâce à la rencontre de particules séparées (collision). La probabilité de ces processus diminue avec l'augmentation de l’altitude. Toutefois, sans rayonnement solaire, la composition de l’atmosphère terrestre est partout identique à celle de la troposphère. En fait, au-dessous d’environ 150 km, la coupure nocturne du rayonnement produit une décroissance rapide de l’ionisation, tandis qu’au-dessus, elle a des conséquences moins graves. Notons encore que le pourcentage d'ions par rapport aux neutres reste partout faible.
De jour, par le jeu complexe de dissociation, ionisation et recombinaison, se forment deux larges régions plus ou moins fortement ionisées ; l’inférieure entre environ 60 km et 150 km (couches D et E), l’autre  dans la  thermosphère. Dans le profil de l’ionisation, on retrouve finalement de nuit un seul maximum. De jour, on en trouve deux ou trois, à savoir : parfois un dans la couche D (peu marqué), un autre toujours en E, et le plus important en F2. (La couche dite F1 n’est qu’une déformation du profil, très rarement un maximum séparé.) Pour la Propagation des ondes radio la valeur du F2-maximum a la plus grande importance.

### Gaz de l'ionosphère
Pour expliquer la formation des couches ionisées, il est important de connaître la composition de l’atmosphère neutre qui varie en fonction de l’altitude. Dans des conditions idéales, chaque composant se distribuerait indépendamment des autres. C'est-à-dire que la partie des gaz légers augmenterait en fonction de l’altitude. Ceci est vrai pour des altitudes élevées de la thermosphère. Mais, au-dessous d’environ 100 km, des mouvements remontants à des origines différentes (par exemple les marées) mélangent les composants de façon que la composition reste la même partout, les composants prépondérants sont diazote et dioxygène. Un autre phénomène change considérablement la composition dans la thermosphère, à savoir la dissociation des molécules. Le dioxygène en particulier est transformé en oxygène atomique, dont l’ionisation est provoquée par une autre partie du spectre ultraviolet. Avec ces atomes, la dissociation de diazote mène à la formation de la molécule NO. Enfin, dans la très haute thermosphère, il y a prépondérance des gaz légers, à savoir hélium et hydrogène.

## Ionosphère et ondes radio
L'existence de l'ionosphère fut mise en évidence avec les premières expériences de transmission radio intercontinentales. La propagation des ondes radio de fréquences comprises entre quelques centaines de kilohertz et quelques dizaines de mégahertz est intimement liée à l'état de l'ionosphère. Elle peut être favorisée ou perturbée selon la fréquence de l'onde radio, la position géographique de l'émetteur et du récepteur ainsi que le moment où la communication est tentée. Le moment de la journée, la saison et le cycle solaire sont des paramètres très importants dans certains cas. Par leur projet permanent "International Reference Ionosphere" (IRI), l´Union radio-scientifique internationale (URSI) et le Committee on Space Research (COSPAR) ont ouvert un modèle mondial  assez général et qui est "International Standard" depuis 1999.
Ainsi, les ondes décamétriques (aussi appelées « ondes courtes ») permettent-elles d'établir des liaisons à très longues distances en se réfléchissant sur certaines couches de l'ionosphère. Pour d'autres fréquences, comme les ondes hectométriques (encore appelées « ondes moyennes »), la propagation dépend fortement de l'absorption provoquée par la couche D (voir plus haut) qui empêche, dans la journée, ces ondes de se réfléchir sur les couches E et F situées plus haut en altitude. Les ondes de fréquences très élevées (VHF, UHF et hyperfréquences) utilisées pour les communications via satellites peuvent être également déviées ou absorbées par l'ionosphère, mais cela ne constitue généralement pas une grande perturbation.
Voir : Propagation des ondes radio

### Relation entre le temps et la distance, MUF et LUF

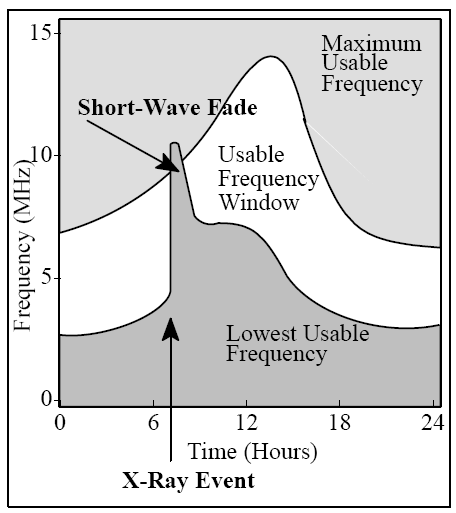
Fréquences maximale et minimum utilisables.

Du fait qu'en incidence oblique, la gamme de fréquences réfléchies par l'ionosphère est décalée vers des fréquences supérieures, on applique des fréquences de plus en plus élevées pour des distances plus élevées. Ceci est valable jusqu'à une limite due à la courbure de la terre et qui est de l'ordre d'environ 3 500 km. Des distances au-delà de cette limite ne peuvent être réalisées avec un seul bond soit une seule réflexion sur l'ionosphère. Pour les plus grandes distances, il y a les parcours à réflexions multiples. Temps et parcours - nombre de réflexions - étant donné qu'il existe une gamme de fréquences à l'aide desquelles une liaison convenable peut être obtenue. Elle est limitée vers le haut par la "Maximum Usable Frequency" - MUF et vers le bas par la "Lowest Usable Frequency" - LUF. Or la MUF se détermine exclusivement par la densité électronique d'un seul des points de réflexion, à savoir celui avec la plus faible valeur. Par contre, la LUF dépend, elle, de l'atténuation totale le long du parcours qui croit avec le nombre de passages à travers les couches absorbantes E et surtout D. La LUF dépend donc de la puissance de l'émetteur  et de la sensibilité du récepteur, la MUF en est indépendante.

## Ionosphère et GPS/GNSS
Les systèmes de positionnement par satellites travaillent dans les micro-ondes avec des fréquences entre 1 et 2 GHz (bande L). Les ondes à ces fréquences traversent l'ionosphère, mais leur propagation est tout de même perturbée par plusieurs effets.
- Dans un milieu chargé électriquement, les ondes sont ralenties (par rapport à la vitesse de la lumière dans le vide). Ce retard de propagation peut provoquer une erreur sur la mesure des pseudo-distances entre les satellites et le récepteur GPS, de l'ordre de 10 à 20 mètres dans le cas général et jusqu'à 100 mètres pour des conditions ionosphériques exceptionnelles[10].
- L'ionosphère provoque une rotation de la polarisation des ondes linéaires, la valeur de cette rotation est variable selon la charge électrique traversée. Dans le cas où la polarisation de l'onde arrivée au sol est tournée de 90° par rapport à la polarisation de l'antenne du récepteur, aucun signal GPS ne serait reçu par l'antenne. C'est pourquoi les satellites émettent une onde en polarisation circulaire droite (rotation Faraday)[11].
- La réfraction dans l'ionosphère dévie le trajet des ondes, qui s'écarte de la ligne droite géométrique entre le satellite et le sol[11].

L'effet de la réfraction est négligeable dans la plupart des applications. Mais le retard de propagation est un problème important pour la précision du positionnement par satellite. Plusieurs techniques de corrections ont été développées.

### Réactions de l'ionosphère aux tempêtes géomagnétiques
En 2014, pour évaluer les effets et étendue géographique tridimensionnelle des tempêtes géomagnétiques sur les trois couches de l'ionosphère équatoriale, Olawepo et al. ont utilisé des données issues de deux stations ionosondes équatoriales africaines. Ces données ont permis de retrouver et d'étudier les effets et signatures de quatre fortes tempêtes géomagnétiques.
Ce type de tempête a des effets plus ou moins marqués, mais retrouvés sur les trois couches de l'ionosphère. Dans les couches inférieures de l'ionosphère équatoriale les effets ne sont significatifs que jaugés par rapport à l'effet au niveau de la couche F2. Dans la couche E, la hauteur d'ionisation a varié de 0 % à + 20,7 % (contre -12,5 % à + 8,3 % pour la couche F2).

### Modèles
Il est possible d'utiliser les données transmises par des stations au sol pour corriger en partie les effets de l'ionosphère. Ces stations peuvent calculer la déviation entre la position obtenue par un GNSS et la position exacte connue de la station. Le DGPS considère que la déviation de la géo-localisation est suffisamment proche dans une même région pour appliquer la même correction à son positionnement que celle calculée par la station au sol la plus proche. Ces corrections peuvent être transmises par des satellites, c'est le cas de nombreux systèmes SBAS.
Lors de l'étude évoquée plus haut, sur les réactions des couches de l'ionosphère aux grandes tempêtes géomagnétiques, la version 2007 du modèle de temps de tempête IRI-07, qui est la référence internationale pour la modélisation de ce type de variations de l'ionosphère a bien reproduit les réponses de tempêtes réelles au niveau de la couche E, mais elle surestimait les profils réels de tempête pour les couches F1 et F2.

## Pollution
Une pollution est constituée par les effets anthropiques sur l'ionosphère, notamment lors de création de trous dans l'ionosphère. D'après Spaceweather.com, ces trous dus au passage de fusées sont de plus en plus fréquents en raison de la cadence de tir de la société SpaceX.
Ce phénomène apparaît quand les fusées font marcher leurs moteurs 200 à 300 km au dessus de la surface terrestre[réf. incomplète]. Les rejets de ces moteurs réduisent localement l'ionisation de jusqu'à 70 %. La ré-ionisation se produit dès que le jour se lève le lendemain.
L'été 2017, une fusée Falcon 9 de SpaceX a ainsi fait un trou de 900 kilomètres de diamètre dans l'ionosphère, qui a provoqué une erreur des GPS de l'ordre de 1 m.

## Sources
- J. Lilensten et P.-L. Blelly, Du Soleil à la Terre, Aéronomie et météorologie de l'espace, Collection Grenoble Sciences, Université Joseph Fourier Grenoble I, 2000  (ISBN 9782868834676).
- (en) P.-L. Blelly et D. Alcaydé, Ionosphere, in: Y. Kamide/A. Chian, Handbook of the Solar-Terrestrial Environment, Springer-Verlag Berlin Heidelberg, p. 189-220, 2007 (DOI 10.1007/11367758_8).
- (en) K. Rawer, Waves in the Ionosphere, Kluwer Acad.Publ., Dordrecht, 1993  (ISBN 0-7923-0775-5).